# 5648 Axius
5648 Axius este o planetă minoră (asteroid), cu un diametru de 59,295 km, din Asteroid troian al lui Jupiter. A fost descoperită pe 11 noiembrie 1990 la Kitami Observatory⁠(d) de Kin Endate și a fost numită după Axius⁠(d). 
Obiectul prezintă o orbită caracterizată de o semiaxă mare de 5,1520023 UAi, o excentricitate de 0,1651, o înclinație de 22,69324 ° în raport cu ecliptica.